# Tiny forest

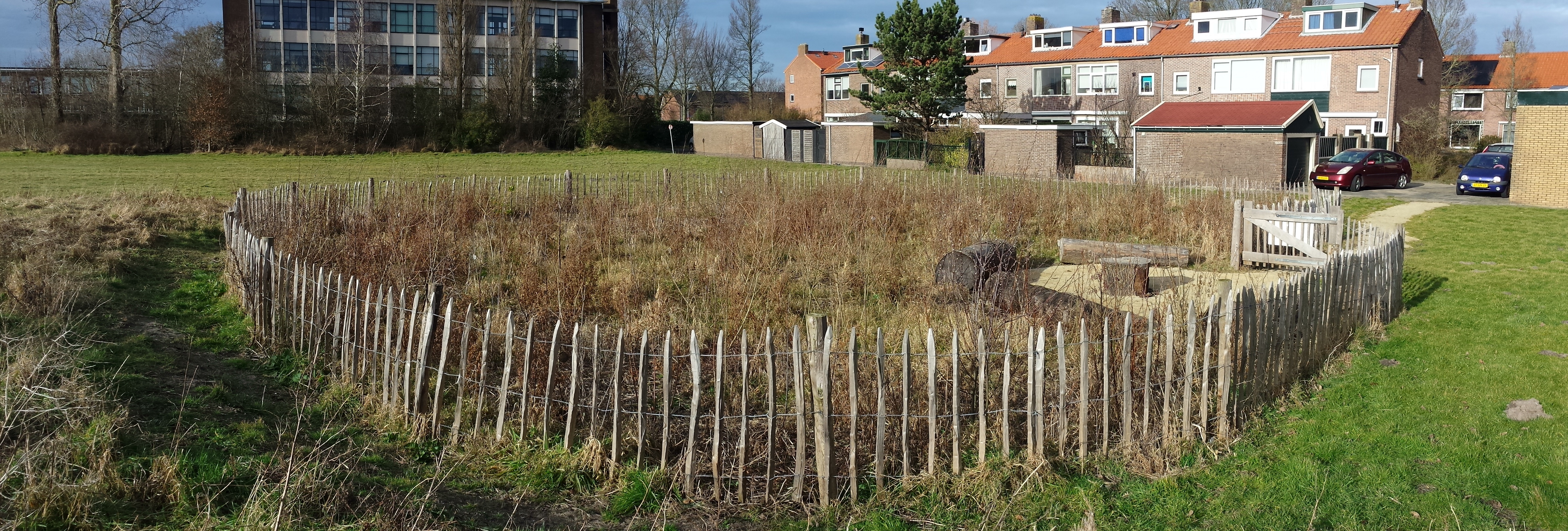
Tiny forest v Den Helder (Nizozemsko) asi rok po výsadbě

Tiny forest ([ˈtaɪnɪ ˈfɒrɪst], česky lesík) je les v lidmi obydleném prostředí na relativně malé ploše s hustou výsadbou. Jeho smyslem je vytvořit v městské oblasti na malé ploše co nejrozmanitější, rychle rostoucí a soběstačnou zeleň, a zlepšit tak životní prostředí.
Myšlenku pěstovat malé husté lesy přinesl japonský ekolog Akira Mijawaki a převzal ji indický ekopodnikatel Shubhendu Sharma. Sharma byl první, kdo vysadil husté městské lesy na menších pozemcích s degradovanou půdou.
Pro lesíky je charakteristická jejich malá půdorysná plocha a zpočátku hustá výsadba (2-7 stromů na metr čtvereční) s velkou druhovou pestrostí. Po stabilizaci by na metr čtvereční mělo být v průměru 0,5-2,5 stromů. Vysoká hustota rostlin zvyšuje konkurenční tlak v rámci ekosystému. Přirozeného lesního společenství by lesík měl dosáhnout za 25–30 let místo za 200 let, protože se přeskočí fáze trav, keřů a pionýrských stromů. Lesíky prý rostou desetkrát rychleji, jsou třicetkrát hustší a stokrát rozmanitější než konvenční lesy. Podle svých zastánců jsou tiny forests jednou z nejúčinnějších metod zalesnění půdy.
První lesíky byly vysazeny v Asii. V Evropě se tato myšlenka poprvé rozšířila do Nizozemska a Belgie od poloviny roku 2010. První lesík v Německu vznikl v roce 2020 na soukromém pozemku v Uckermarku. Má 700 m², takže je poměrně velký, a je domovem 33 původních druhů stromů, především javoru, buku, dubu, jasanu a lípy. Sdružení Citizen Forests, založené ve Šlesvicku-Holštýnsku v roce 2019, také provádí zalesňování podle Mijawakiho. Mezitím byly výsadby provedeny v několika severoněmeckých městech, nejmenší plocha je kolem 200 metrů čtverečních, největší s asi 3400 metry čtverečními je ve Wedelu. V současné době (rok 2022) existuje na celém světě více než 3000 lesíků.
Kritici jako nizozemská zahradní architektka Tinka Chabotová ovšem pochybují, že lesíky budou dlouhodobě prosperovat. Nedostatek prostoru by mohl vést ke konkurenci mezi druhy, což by v dlouhodobém horizontu mělo za následek pokles původně velmi vysoké druhové diverzity. Proti tomu se namítá, že k odumírání nízkých keřů a bylin dochází v každém ekosystému. Dokud budou lesíky růst, odumírající stromy budou nahrazovány novými dřevinami. Lesíky nejsou zázračný všelék. Jako jeden z více prvků však mohou pomoci k tomu, aby byla města zelenější, a dlouhodobě tak přitahovala více rostlin a zvířat.